# Osenberge

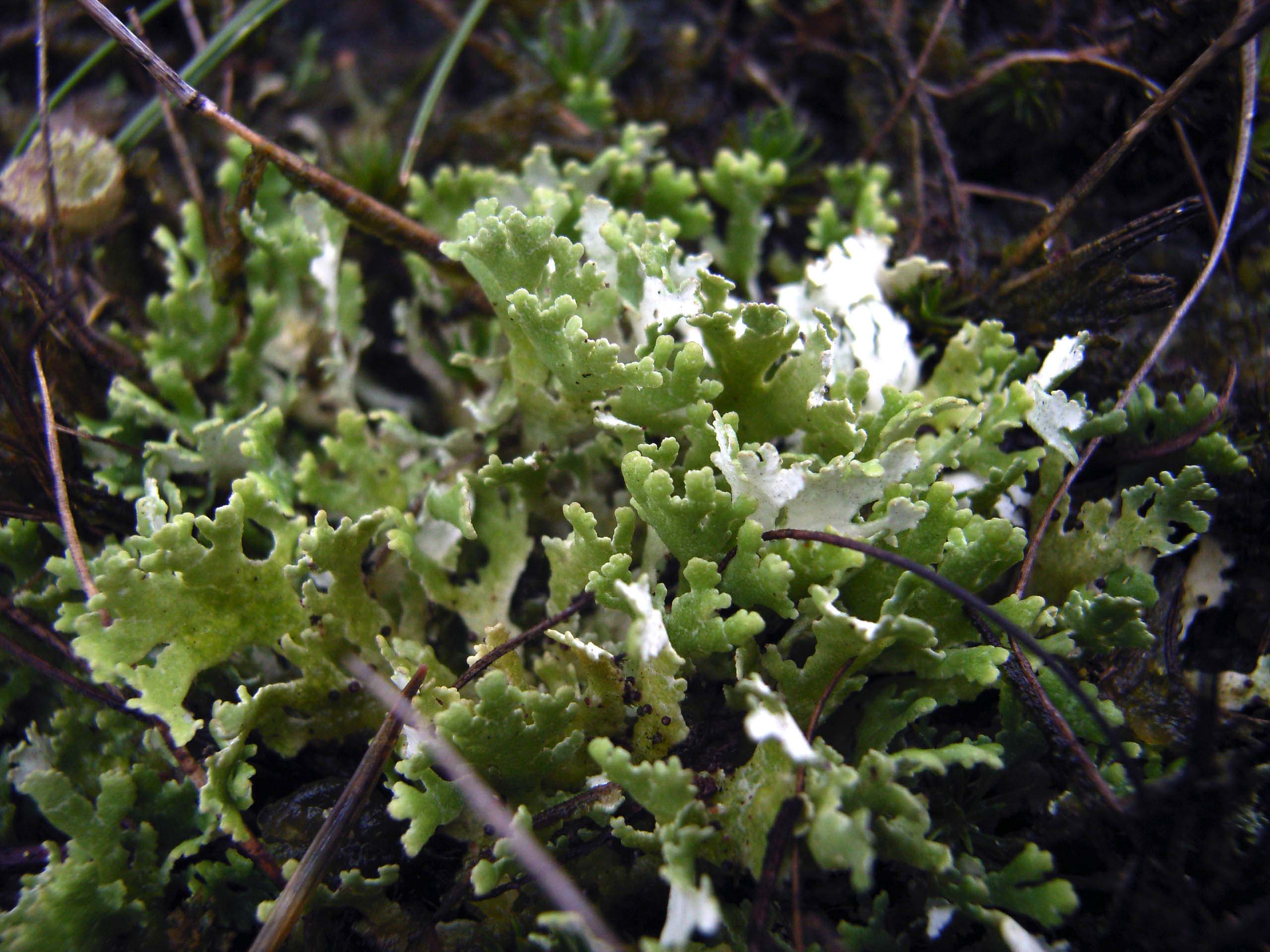
Die Flechte Cladonia foliacea in den Osenbergen

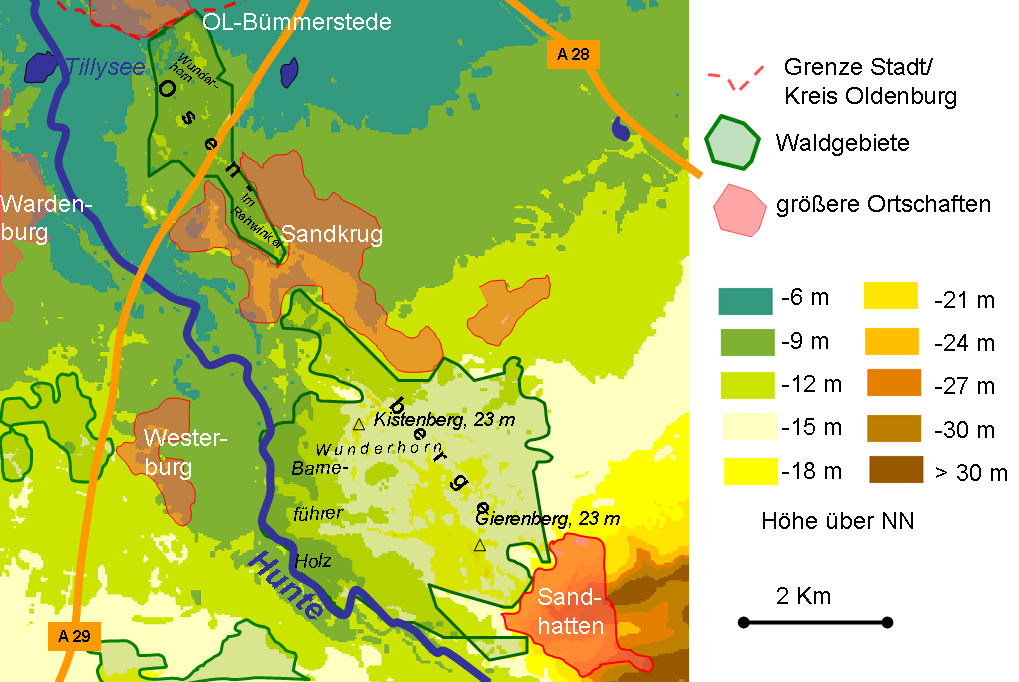
Karte der Osenberge

Die Osenberge sind eine bis 23 m ü. NHN hohe Dünenlandschaft der Ostfriesisch-Oldenburgischen Geest. Sie liegen bei Oldenburg und Sandhatten im niedersächsischen Landkreis Oldenburg (Deutschland).

## Geographie

### Lage
Die hügelartigen Osenberge liegen im Nordwesten des Naturparks Wildeshauser Geest durchschnittlich 14 km (Luftlinie) südlich von Oldenburg, direkt südlich von Bümmerstede und unmittelbar nordwestlich von Sandhatten. Im Westen werden sie in Süd-Nord-Richtung von einem Abschnitt der Hunte passiert, nordwestlich liegt Wardenburg.
Die Osenberge sind keine Berge im eigentlich Sinne, da sie sich nur wenige Meter über das Niveau des westlichen und östlichen Umlandes erheben. Sie sind aber die höchsten Erhebungen der Region, beispielsweise liegt Oldenburg auf nur etwa 5 bis 7 m Höhe. Ihre zwei höchsten, mit jeweils 23 m Höhe gleich hohen Erhebungen sind der Kistenberg südlich von Sandkrug und der Gierenberg nordwestlich von Sandhatten; vom zuletzt genannten „Berg“ kann man den Ausblick auf das Tal der Hunte genießen. Innerhalb des Forst- und Waldgebiets Barneführer Holz sind die Osenberge großflächig mit alten Kiefern bewachsen.
Die Osenberge bilden einen beinahe geschlossenen Waldgürtel, der sich von der südlichen Stadtgrenze Oldenburgs, unmittelbar südlich einer Kaserne mit angegliedertem Standortübungsplatz, nach Süden bis nach Sandhatten ausbreitet. Lediglich in der Mitte wird das Waldgebiet durch die dort liegende Ortschaft Sandkrug in zwei Teile geteilt, wobei die Osenberge südlich Sandkrugs hinsichtlich Waldfläche und Höhe deutlich dominieren. Der nördliche Bereich, in der Nähe dieser Kaserne, wird von der Bundeswehr als Standortübungsplatz genutzt.

### Naturräumliche Zuordnung
Die Erhebungen bilden in der naturräumlichen Haupteinheitengruppe Ostfriesisch-Oldenburgische Geest (Nr. 60), in der Haupteinheit Hunte-Leda-Moorniederung (600) und in der Untereinheit Südlicher und Östlicher Moorrand (600.1) den Naturraum Osenberge (600.14). Zu den Nachbarn gehören insbesondere der Naturraum Astruper Huntetal (600.13) im Westen, der Naturraum Huder und Oldenburger Moore (612.14) im Osten, der in der Haupteinheitengruppe Ems-Weser-Marsch (61) und in der Haupteinheit Wesermarschen (612) zur Untereinheit Jade-Weser-Becken (612.1) zählt, und die Untereinheit Dötlinger Huntetal (595.01) im Süden, der in der Haupteinheitengruppe Ems-Hunte-Geest (59) zur Haupteinheit Delmenhorster Geest (595) gehört.

## Schutzgebiete
Im Südosten der Osenberge liegt das Naturschutzgebiet Tannersand und Gierenberg (CDDA-Nr. 82686; 1938 ausgewiesen; 29,6 ha groß) mit dem Fauna-Flora-Habitat-Gebiet Tannersand und Gierenberg (FFH-Nr. 2915-331; 29,65 ha). Auf Großteilen im Südosten befindet sich das Landschaftsschutzgebiet (LSG) Staatsforst Alt-Osenberge, Wunderhorn, Oldenburger Sand, Tannersand mit Randgebieten (CDDA-Nr. 324746; 1976; 8,876 km²), und im Nordwesten liegt das LSG Neu-Osenberge (CDDA-Nr. 323203; 1976; 80,8 ha).

## Geschichte
Die sandreiche Landschaft der Osenberge wurde während der letzten Eiszeit (Weichseleiszeit) geformt. Im Mittelalter und in der frühen Neuzeit führten massiver Raubbau an der Natur in Form von jahrhundertelanger Hudewirtschaft sowie ungeregelter Holzwirtschaft zu einer weitgehenden Verheidung der Osenberge. Durch die Beweidung der Gebiete durch Schafherden konnte sich kein neuer Wald entwickeln. Plaggenhieb im Rahmen des Ewigen Roggenbaus sowie zur Streugewinnung führte auf den sehr nährstoffarmen Böden zu einer Bildung großer Flugsandflächen und zur Ausbildung meterhoher Wanderdünen. Gegen Ende des 18. Jahrhunderts führte die massive Bildung von Wanderdünen zu einer Bedrohung landwirtschaftlicher Nutzflächen und der Siedlungen. Dies führte ab 1803 zu einer vom Oldenburgischen Staat initiierten gezielten Kultivierung des entstandenen Ödlandes der Osenberge, der Festlegung der Dünen und anschließender Wiederaufforstung in Form einer Kiefer-Monokultur. Diese erwiesen sich jedoch in der Folgezeit als sehr anfällig gegen Windbruch. Am 13. November 1972 wurden die Bestände durch den Orkan Quimburga binnen weniger Stunden nahezu vollständig vernichtet. In den Folgejahren kam es jedoch zu einer erneuten Wiederaufforstung unter Berücksichtigung neuer Erkenntnisse in der Forstwirtschaft.
Aus der Sagenwelt ist bekannt, dass in den Osenbergen ein Zwergenvolk gelebt haben soll. Ferner spielt dort die Sage vom Oldenburger Wunderhorn.

## Verkehr
Erst westlich vorbei an den Osenbergen, dann etwas nördlich der Mitte durch sie hindurch und danach östlich an den Erhebungen vorbei führen die ineinander übergehenden Kreisstraßen 346 und 314, die etwa in Nordwest-Südost-Richtung von Oldenburg durch Sandkrug nach Kirchhatten verlaufen. An der K 314 liegt in Sandkrug die Haltestelle Kiebitzweg, die von der Stadtbuslinie 315 der Oldenburger Verkehr und Wasser GmbH bedient wird.